# 黄柏乡 (瑞金市)
黄柏乡，是中华人民共和国江西省赣州市瑞金市下辖的一个乡镇级行政单位。

## 行政区划
黄柏乡下辖以下地区：
柏村、向阳村、上段村、鲍坊村、太坊村、胡岭村、黄坑村、瑞兰村、马荠村、瑞律村、合溪村、龙湖村、直坑村和凯丰村。

## 交通
- 319国道